# Роберт де Бар (граф Суассона)
Роберт де Бар (нем. Robert de Bar; ок. 1390 — 25 октября 1415, убит в битве при Азенкуре) — граф Суассона с 1412 года, сеньор (1397), затем граф (1413) Марля. Сеньор Уази, Дюнкерка, Варнетона, Бурбура, Рода и Гравелина, по правам жены — виконт Мо. С 1413 года великий кравчий Франции.
Сын Генриха Барского, маркиза де Понт-а-Муссон, и его жены Марии де Куси, графини Суассона.
После смерти отца (1397) стал наследником герцогства Бар. В 1401 году герцог Роберт I назначил своим наследником второго сына — Эдуарда. Роберт же получил денежную компенсацию.
Мария де Куси в 1400 году продала свои права на Куси и Суассон брату короля Людовику I Орлеанскому за 400 тысяч ливров турнуа при условии своего пожизненного владения этими сеньориями. Однако тот из обещанной суммы заплатил только 160 тысяч. Началось судебное разбирательство, в ходе которого Мария умерла.
После смерти матери Роберт де Бар продолжил тяжбу, но смог вернуть только графство Суассон (в 1412). Также после смерти своей тётки Изабо де Куси (1411) он унаследовал доставшиеся ей по разделу сеньории Фер и Монкорне и часть графства Суассон, находившуюся в её владении с 1408 г. по решению суда.
В 1411 году умер герцог Бара Роберт I. Согласно ранее заключенному договору он завещал старшему внуку фландрские сеньории Дюнкерк, Варнетон, Бурбур, Род и Гравелин.
В 1413 году сеньория Марль была возведена в статус графства (в его состав вошли шателении Марль, Ла Фер и Монкорне).
Роберт де Бар погиб в битве при Азенкуре 25 октября 1415 года (командовал третьим корпусом армии Пикардии, Нормандии, Артуа и Шампани).

## Семья
Роберт де Бар был женат (1409) на Жанне де Бетюн (ум. 1450), дочери Роберта VIII де Бетюна, виконта Мо. Единственный ребёнок — дочь:
- Жанна (1415—1462), графиня Марля и Суассона, с 1435 года жена Людовика Люксембургского, графа де Сен-Поль.

Вдова Роберта Жанна де Бетюн вышла замуж за Жана Люксембургского, графа де Линьи.